# Padre provinciale
Nella Chiesa cattolica si chiama padre provinciale il superiore di una provincia religiosa, costituita da un minimo di tre comunità religiose appartenenti allo stesso istituto di vita consacrata.
Il padre provinciale è dunque una parte fondamentale della vita e dell'organizzazione di ogni istituto di vita consacrata: se il moderatore supremo (detto anche padre generale) ha autorità su tutto l'istituto, il padre provinciale ha autorità sulla propria provincia di competenza.
La figura del provinciale viene definita in modo diverso dalle Costituzioni dei diversi istituti:
- perché un religioso possa diventare provinciale, viene previsto un periodo di tempo minimo che deve essere trascorso dalla sua professione religiosa;
- il provinciale può essere nominato dal moderatore supremo, oppure eletto;
- l'incarico di provinciale ha una durata ben determinata.